# 馬邦良
馬邦良（1557年—？），字君遂，號象湖，浙江杭州府富陽縣人，民籍，明朝政治人物。

## 生平
萬曆十年（1582年）壬午科浙江鄉試第七十一名舉人，十四年（1586年）中式丙戌科會試第五十七名，三甲第一百九名進士。大理寺觀政，授丹徒縣知縣，歷升禮科給事中、戶科右給事中、刑科左給事中，二十二年（1594年）升福建布政使司右參議，二十五年（1597年）升福建按察司副使，二十八年（1600年）升甘肅行太僕寺卿兼陝西按察司僉事。

## 家族
曾祖馬珊；祖父馬如龍；父馬守魁，母俞氏。具慶下。兄馬邦賢，弟馬邦孝、馬邦廉、馬邦模、馬邦屏、馬邦憲、馬邦楷、馬邦弼、馬邦式。